# Johnny Ruger
John W. „Johnny“ Ruger, II (* 1. Januar 1949) ist ein ehemaliger US-amerikanischer Biathlet.
Ruger wurde 1980 als Biathlet aktiv. Direkt in seinem ersten Jahr qualifizierte er sich für die Olympischen Winterspiele. In Lake Placid trat er im Einzelrennen über 20 Kilometer an und konnte dabei den 45. Platz belegen.
Ruger, aufgewachsen in Katonah, New York, studierte an der Rutgers University und schloss sein Studium der Wirtschaftswissenschaft 1971 ab. Nach seiner aktiven Karriere erlangte er einen Masterabschluss in Sportmanagement der Universität Claude Bernard in Lyon, Frankreich. Später arbeitete er als Trainer und Verwalter beim United States Olympic Committee.